# Филине и Инчиза Валдарно
Филѝне и Инчѝза Валда̀рно (на италиански: Figline e Incisa Valdarno) е община в централна Италия, провинция Флоренция, регион Тоскана. Разположена е на 124 m надморска височина. Населението на общината е 23 344 души (към 2012 г.).
Общината е създадена в 1 януари 2014 г. Тя се състои от двете предшествуващи общини Филине Валдарно и Инчиза ин Вал д'Арно, които сега са най-важните центрове на общината.